# والتر هایمن
والتر هایمن (انگلیسی: Walter Hayman) (۶ ژانویه ۱۹۲۶–۱ ژانویه ۲۰۲۰) دانشمند و ریاضی‌دان در زمینه آنالیز مختلط اهل بریتانیا و استاد امپریال کالج لندن بود.
والتر هایمن همچنین برندهٔ جوایزی همچون همکار انجمن سلطنتی شده‌است.